# Rouperroux-le-Coquet
Rouperroux-le-Coquet è un comune francese di 340 abitanti situato nel dipartimento della Sarthe nella regione dei Paesi della Loira.

## Società

### Evoluzione demografica
Abitanti censiti